# عید فیروز
عید فیروز (انگلیسی: Eid Fayroze) تیرانداز اهل قطر است. وی در بازی‌های المپیک تابستانی ۱۹۸۴ شرکت کرده‌است.